# Eugen von Ekesparre

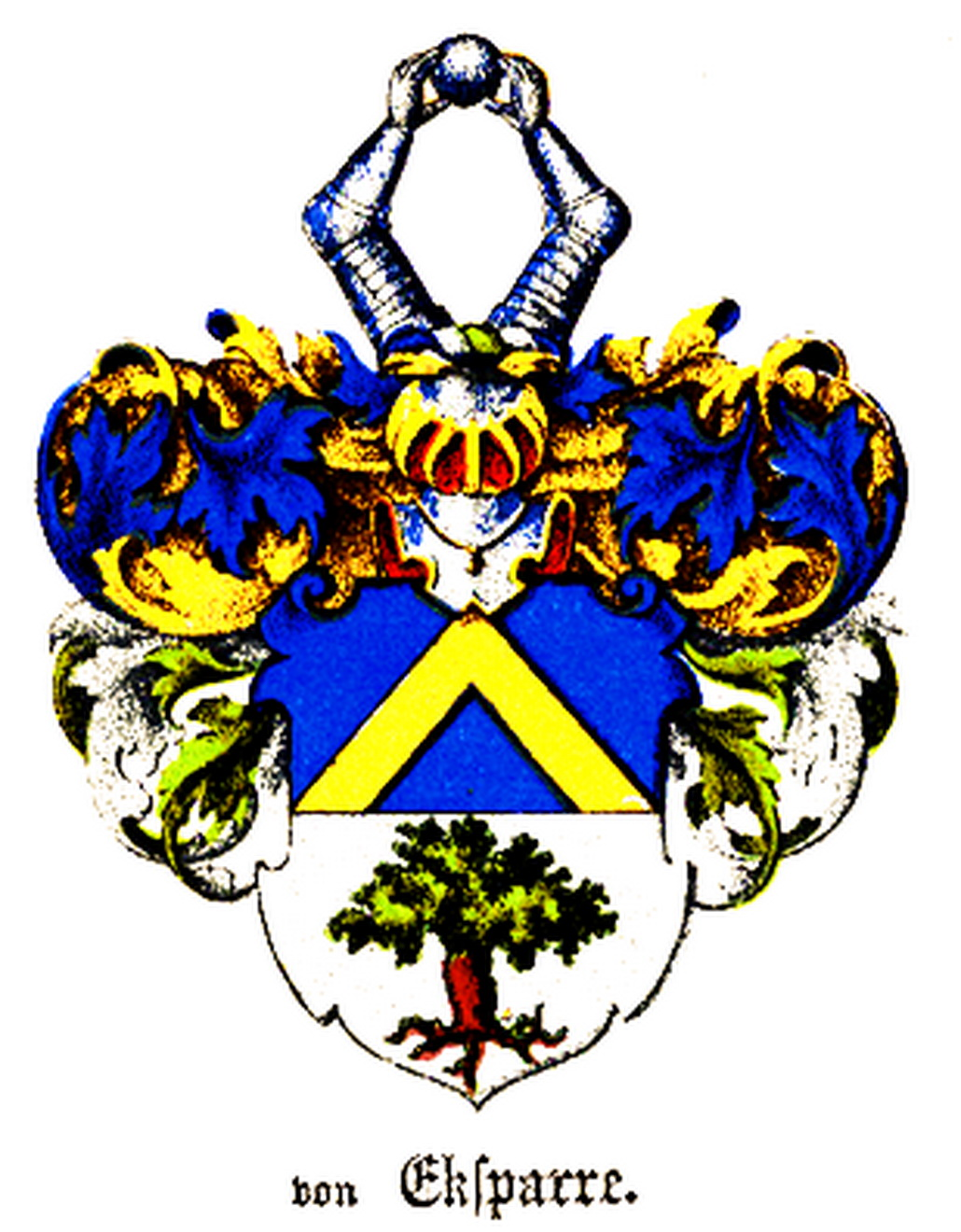
Wappen der Adelsfamilie Ekesparre

Eugen Georg Alexander von Ekesparre (* 10. Juli 1845 in Kasty auf der Insel Ösel; † 19. Februar 1917 in Freiburg im Breisgau) war ein deutsch-baltischer Offizier und Eisenbahningenieur in russischen Diensten.

## Leben
Ekesparre absolvierte von 1856 bis 1863 das 2. Kadettencorps in Sankt Petersburg an. Von 1863 bis 1864 war er Portepee-Junker in der Konstantinowschen Infanterieschule und von 1864 bis 1865 in der Michael Artillerieschule. Im August 1865 wurde er zum Secondeleutnant der 25. Artilleriebrigade und 1867 zum Premierleutnant befördert. Im Januar 1869 nahm er als Stabskapitän seinen Abschied aus russischen Militärdienst, um sich bis Ostern 1870 auf den Eintritt in das Polytechnikum Karlsruhe vorzubereiten. Zum Sommersemester 1870 begann er dort das Studium des Bauingenieurwesens. Zu Beginn des Wintersemesters 1870 wurde er Mitglied der Baltica Karlsruhe. Das Studium schloss er zu Beginn des Sommersemesters 1872 ab.
Im Mai 1872 trat Ekesparre als Bauingenieur in den Dienst der russischen Eisenbahnen. Von 1872 bis 1881 war er Distanceingenieur einer Bahnlinie. Anschließend war er bis 1897 Gehilfe des Chefs der Exploitationssektion in der Verwaltung der Eisenbahn in Sankt Petersburg. Von 1897 bis etwa 1905 war er Dirigierender der Gesellschaft Eisenbahnpark in Sankt Petersburg. 1905 wurde er zum Präsidenten des Komitees des Sankt Petersburger Rayons des Verkehrsministeriums ernannt.

## Herkunft und  Familie
Eugen von Ekesparre-Olbrück stammte aus der alt eingesessenen schwedisch-baltischen Adelsfamilie von Ekesparre. Sein Großvater war Reinhold Gustaf Magnus von Ekesparre (1776–1807), Adjunkt am Ordnungsgericht, der mit Natalie Elisabeth von Dilmar (1779–1859) verheiratet war. Sein Vater war Vater Reinhold Gustaf Magnus von Ekesparre (1807–1876), Mitglied im russischen Staatsrat, der  mit Charlotta Christina Elisabeth von Buxhoeveden (1811–1891) verheiratet war. Seine Geschwister waren:
- Arthus Peter Leopold von Ekesparre (1838–1909), verheiratet mit Lydia Elise von Krüdener  (1844–1907)
- Oskar Arkadi von Ekesparre-Olbrück (1839–1925), Öselscher Landmarschall
- Leopold Emil Hugo Reinhold von Ekesparre (1840–1856)
- Ida Julie Natalie von Ekesparre (* 1841), verheiratet mit Carl Otto Gustaf Albert von Buxhoeveden (* 1833)
- Adalbert Otto Eduard von Ekesparre (1842–1880), russischer Stabskapitän
- Aline Marie Emma von Ekesparre (1844 – 1844)
- Alfred Theodor von Ekesparre (* 1847), Ingenieur und Leutnant, Gutsbesitzer
- Edgar Peter Joseph von Ekesparre (1849–1898), Kapitän, verheiratet mit Leontine Wilhelmine Butenop
- Bruno Armin von Ekesparre (1850–1898), russischer Oberst, verheiratet mit Elisabeth Butenop († 1899)
- Guido Leopold von Ekesparre (1852–1904), verheiratet mit Berta Cornelia Schmid (1860–1906)

### Ehe und Nachkommen
Eugen von Ekesparre war seit 1873 mit Anna, geborene Freiin Schilling von Cannstatt, Tochter des Oberst Leopold Freiherr Schilling von Cannstatt, verheiratet. Aus der Ehe gingen zwei Töchter und ein Sohn hervor:
- Elisabeth Eleonore Emma Adeline (1875–1880)
- Reinhold Leopold Alfred Guido Petet (1877–1907 in Freiburg im Breisgau)
- Ebba (* 4. Juli 1881 in Nikolajew), die am 8. Januar 1900 in Davos den späteren preußischen General der Infanterie Günther von Pannewitz heiratete.

## Auszeichnungen
- Staatsrat (1901)
- Wirklicher Staatsrat (1905)
- Orden des Heiligen Wladimir 4. Klasse
- Orden der Heiligen Anna 2. Klasse
- Sankt-Stanislaus-Orden 2. Klasse